# Okręgowe rozgrywki w piłce nożnej woj. olsztyńskiego, elbląskiego i suwalskiego (1991/1992)
Drużyny z województwa olsztyńskiego, elbląskiego i suwalskiego występujące w ligach centralnych i makroregionalnych:
- I liga – brak
- II liga – Olimpia Elbląg, Stomil Olsztyn
- III liga – Jeziorak Iława, Wigry Suwałki, Gwardia Szczytno, Orlęta Reszel, Mamry Giżycko, Sokół Ostróda, Pomezania Malbork

Rozgrywki okręgowe:
- OZPN Olsztyn:

- - Klasa okręgowa (IV poziom rozgrywkowy)
  - Klasa A - 2 grupy (V poziom rozgrywkowy)
  - Klasa B - podział na grupy (VI poziom rozgrywkowy)
  - klasa C - podział na grupy (VII poziom rozgrywkowy)

- OZPN Elbląg:

- - Klasa okręgowa (IV poziom rozgrywkowy)
  - Klasa A - 2 grupy (V poziom rozgrywkowy)
  - klasa B - podział na grupy (VI poziom rozgrywkowy)
  - klasa C - podział na grupy (VII poziom rozgrywkowy)

- OZPN Suwałki:

- - Klasa okręgowa (IV poziom rozgrywkowy)
  - Klasa A (V poziom rozgrywkowy)

## OZPN Olsztyn

### Klasa okręgowa
| Poz. | Klub           | M  | Pkt. |
| ---- | -------------- | -- | ---- |
| 1    | Warmia Olsztyn | 22 |      |

- Warmia Olsztyn awansowała do III ligi

## OZPN Elbląg

### Klasa okręgowa
| Poz. | Klub                         | Pkt. | Bramki |
| ---- | ---------------------------- | ---- | ------ |
| 1    | Rodło Kwidzyn                |      |        |
| ?    | Barkas Tolkmicko             |      |        |
| ?    | Żuławy Nowy Dwór Gdański (b) |      |        |
| ?    | Pomowiec Gronowo Elbląskie   |      |        |
| ?    | Jurand Lasowice              |      |        |
| ?    | Błękitni Orneta              |      |        |
| ?    | Powiśle Czernin              |      |        |
| ?    | Zatoka Braniewo              |      |        |
| ?    | Powiśle Dzierzgoń            |      |        |
| ?    | Pogoń Prabuty (b)            |      |        |
| ?    | Zalew Frombork (b)           |      |        |
| ?    | Olimpia II Elbląg            |      |        |

- Rodło Kwidzyn awansowało do III ligi

### Klasa A
- grupa I - awans: Unia Susz, Polonia Pasłęk
- grupa II - awans: Relax Ryjewo, Pomezania II Malbork